# Aldin Šetkić
Aldin Šetkić (* 21. Dezember 1987 in Sarajevo, SR Bosnien und Herzegowina) ist ein bosnischer Tennisspieler.

## Karriere
Aldin Šetkić spielt hauptsächlich auf der ATP Challenger Tour und der ITF Future Tour. Er konnte bislang 17 Einzel- und 17 Doppelsiege auf der ITF Future Tour feiern. Auf der höher dotierten ATP Challenger Tour gewann er bislang noch keinen Titel. Sein Debüt auf der ATP World Tour gab er im Juli 2013, als er vorerst in den Qualifikationsrunden für das Turnier in Kitzbühel scheiterte, letztlich aber als Lucky Loser im Hauptfeld antrat. Dort traf er in der ersten Runde auf Jan Hájek, dem er deutlich in zwei Sätzen mit 2:6 und 1:6 unterlegen war.
Seit 2008 spielt Šetkić für die bosnisch-herzegowinische Davis-Cup-Mannschaft. Für diese weist er eine Bilanz von 15:11 auf, davon 13 Siege im Einzel.